# Frauchen und die Deiwelsmilch
Frauchen und die Deiwelsmilch ist ein deutscher Fernsehfilm aus dem Jahr 2014. Erstmals ausgestrahlt wurde er am 10. April 2014 im Ersten. Der Film ist eine Mischung aus Komödie und Krimi. Das Drehbuch wurde von Holger Badura geschrieben, wobei er die Hauptrolle der Miri speziell für Daniela Katzenberger geschrieben hat. Eine Fortsetzung war aufgrund zufriedenstellender Quoten in Planung, wurde vom SWR im August 2014 jedoch verworfen.

## Handlung
Miri arbeitet in der Stadt-Bank in Hattenstein. Sie ist blond und ihr Kleidungsstil ist extravagant, was sie für die Männerwelt stets interessant erscheinen lässt. Aber sie ist auch sehr schlau, was Zahlen angeht. Der Bankchef Fourquet ist immer wieder verblüfft, wie schnell es ihr gelingt, Buchungsfehler zu finden. Miri erklärt dann, ihr sei es, als ob die Zahlen mit ihr redeten. Bei ihren Kolleginnen ist sie weniger gut angesehen, meinen sie doch, dass Miri nur ihre weiblichen Reize ihrem Chef gegenüber ausnutze.
Eines Tages läuft Miri ein Rauhaardackel nach und folgt ihr bis in die Bank. Da er sie offensichtlich in sein Hundeherz geschlossen hat, nimmt sie sich seiner an und nennt ihn „Frauchen“. Bei einem Spaziergang stößt sie auf den Weingutsbesitzer Bartolomä, der tot auf einer Parkbank sitzt. Als sie zusammen mit dem Polizisten Nils Christian Bartolomä die traurige Nachricht überbringen muss, dass sein Vater beim Joggen einem Herzinfarkt erlegen ist, stößt dies auf Verwirrung, denn eigentlich sollte Bartolomä auf einer Messe sein. Christian berichtet von zunehmenden Unstimmigkeiten zwischen ihnen. Sein Vater sei immer sturer geworden und habe sein Geld einfach nicht in die Modernisierung des Weingutes investieren wollen. Miri forscht in der Bank nach und stellt dabei eine große Überschuldung des Weingutes fest. Sein Sohn ist schockiert, ganz besonders über das Vorhaben seines Vaters, den Weinberg Deiwelsmilch zu verkaufen, für den bereits ein Kaufvertrag vorbereitet wurde. Miri findet heraus, dass der Bürgermeister von Hattenstein selbst dahintersteckt – getarnt über die Investfirma „Global Consort“.
Zu Miris privaten Problemen gehört ihre Freundin Nadja. Sie soll zurück nach Russland abgeschoben werden, und bei dem Versuch, sich für Nadja beim Bürgermeister einzusetzen, muss Miri auch hier wieder ihre weiblichen Reize spielen lassen. Schon allein um einen Termin zu bekommen, muss sie sich mit Kai, der „rechten Hand“ des Bürgermeisters, einlassen. Das bringt ihr zwar einen Hinweis zu einem Hotel, über das der Bürgermeister Geldtransfers laufen lässt, doch scheint der Abschiebestopp nicht zu funktionieren. So hat sie die Vermutung, dass mehr dahintersteckt als reine Bürokratie. Das verstärkt sich, als sie durch eine unbedachte Äußerung den Unmut des Bürgermeisters auf sich zieht und er ihre fristlose Kündigung in der Bank erwirkt.
Weil Miri bei ihrer privaten Detektivarbeit nicht so recht weiterkommt, will sie sich in dem Hotel „Waldresidenz“ umsehen. Aufgrund ihres Aussehens wird sie dort sogleich als die erwartete Aushilfe für das Spa eingestuft. Von ihren beiden neuen Kolleginnen erfährt sie, dass diese auch für ganz spezielle Belange ihrer Kunden zuständig sind. Sie teilen Miri erst einmal für die Arbeit am Tresen ein. Von dort hat sie einen guten Überblick über den Kreis der Kunden, die oft mit den Damen auf ein Zimmer verschwinden und eine „exotische Massage“ erhalten. Nebenbei findet sie auch heraus, dass sich Bartolomä hier zuletzt mit dem Bürgermeister getroffen hatte und sehr wahrscheinlich auch Nadja hier gearbeitet hat. Daher spricht sie mit ihr und sie gesteht Miri, dass sie Bartolomä getötet habe. Der Bürgermeister habe ihn betrunken gemacht, in der Hoffnung, dass er endlich einen Vertrag unterschreiben werde. Nachdem sie sich dann um Bartolomä gekümmert habe, sei er beim Akt auf ihr gestorben. Der Bürgermeister habe sich dann um die „Entsorgung“ des Toten gekümmert.
Miri will daraufhin den Bürgermeister zur Rede stellen, doch befindet sich dieser gerade auf der Jagd. Als er Miri im Wald erblickt, schießt er zur Warnung auf sie. Verstört flüchtet sie in ihr Auto, wo zu ihrem Trost Frauchen auf sie wartet. Am Abend verabredet sich der Bankchef Fourquet mit ihr, weil er jemanden zum Reden braucht. Sein Bezirksleiter hat ihm untersagt, an Christian Bartolomä einen Kredit zu vergeben, den er ihm eigentlich schon fest zugesagt hatte. Miri verspricht ihm zu helfen. Daher versucht sie, durch „Hoch- und Tiefbau-Weber“, der regelmäßig Gast im Hotel ist und auch mit „Global Consort“ zu tun hat, etwas zu erfahren. Es gelingt ihr, ein Gespräch zu belauschen, wodurch sie erfährt, dass es unter dem Weinberg Deiwelsmilch ein großes Erdölvorkommen gibt. Mit diesem Wissen ist eine Kreditsicherheit von Christian Bartolomä gegeben und er muss den Weinberg nicht verkaufen.
Auch für Miri selbst wendet sich alles zum Guten. Mit dem Wissen über die Machenschaften des Bürgermeisters hat Miri ein Druckmittel gegen ihn, sodass Nadjas Aufenthalt in Deutschland gesichert ist und er sein Vorhaben, die Deiwelsmilch zu kaufen, aufgibt. Von Fourquet erhält sie ihre alte Anstellung zurück, und auch der Dackelrüde Frauchen bleibt bei ihr, über den sie in Erfahrung bringen konnte, dass er eigentlich dem Bürgermeister gehört, der ihn wegen Jagduntauglichkeit erschießen wollte.

## Hintergrund
Daniela Katzenberger hatte sich mit einem Schauspiel-Coach vier Wochen lang vorbereitet und da sie Probleme mit dem Pfälzer Dialekt hatte, musste ihr Text auf ihren Wunsch ins Hochdeutsche umgeschrieben werden.
Drehort war Bad Dürkheim.

## Rezeption

### Einschaltquoten
Die Erstausstrahlung von Frauchen und die Deiwelsmilch am 10. April 2014 im Ersten Deutschen Fernsehen wurde in Deutschland von 3,59 Millionen Zuschauern gesehen und erreichte einen Marktanteil von 11,4 %. In der Gruppe der 14- bis 49-jährigen Zuschauer konnten 1,11 Millionen Zuschauer und ein Marktanteil von 9,6 % erreicht werden.

### Kritiken
Cornelius Pollmer von der Süddeutschen Zeitung urteilte zwiespältig. Der Film werde seinen eigenen Ansprüchen nicht gerecht. „Es fehlt am Krimi, es fehlt an der Komödie und was die Regionalisierung angeht, […] gleicht er einem etwas zu langen Besuch beim Weinfest.“ Erwähnenswert schien ihm nur „die überraschend unfallfreie Vorstellung von Daniela Katzenberger“.
Tilmann P. Gangloff von tittelbach.tv meint zu diesem Film: „Die pfälzische Krimikomödie wirkt – nicht zuletzt durch den wenig ansprechenden Dialekt – wie ein Laienstück. Überraschend sympathisch dagegen kommt Katzenberger rüber – und ganz besonders das Filmhündchen namens Frauchen. Dennoch spricht rein gar nichts dafür, aus diesem ARD-‚Werk‘ eine Reihe zu machen.“
Jenni Zylka vom Spiegel schrieb, „dass ausgerechnet Profi-Wimpernklimperin Daniela Katzenberger den ARD-Regionalkrimi ‚Frauchen und die Deiwwelsmilsch‘ vorbildlich zusammenhält, ist so überraschend wie beglückend.“ Das Drehbuch hinke zwar zuweilen „in innerer Logik und Motivstärke“, aber dass hier „ein provinzkundiger Autor tatsächlich jede seiner Figuren liebgehabt“ habe, „und dass Miri den schmierhaarigen und doppelzüngigen Bürgermeister-Gehilfen aus Berlin beim Weinfest unter den Tisch säuft beziehungsweise in die Rabatten göbeln lässt, das sieht man erst recht gern“.